# Collège Saint-Joseph (Darjeeling)
Le Collège Saint-Joseph (populairement connu comme North Point) est une institution jésuite d’enseignement secondaire (avec internat) située au nord de la ville de Darjeeling, au Bengale occidental (Inde). Fondé en 1888 par des jésuites belges, le collège résidentiel devient très international au cours du XXe siècle, recevant des élèves d’Inde, du Népal du Bhoutan, du Tibet, de Birmanie de Thaïlande et même d’Europe.

## Histoire

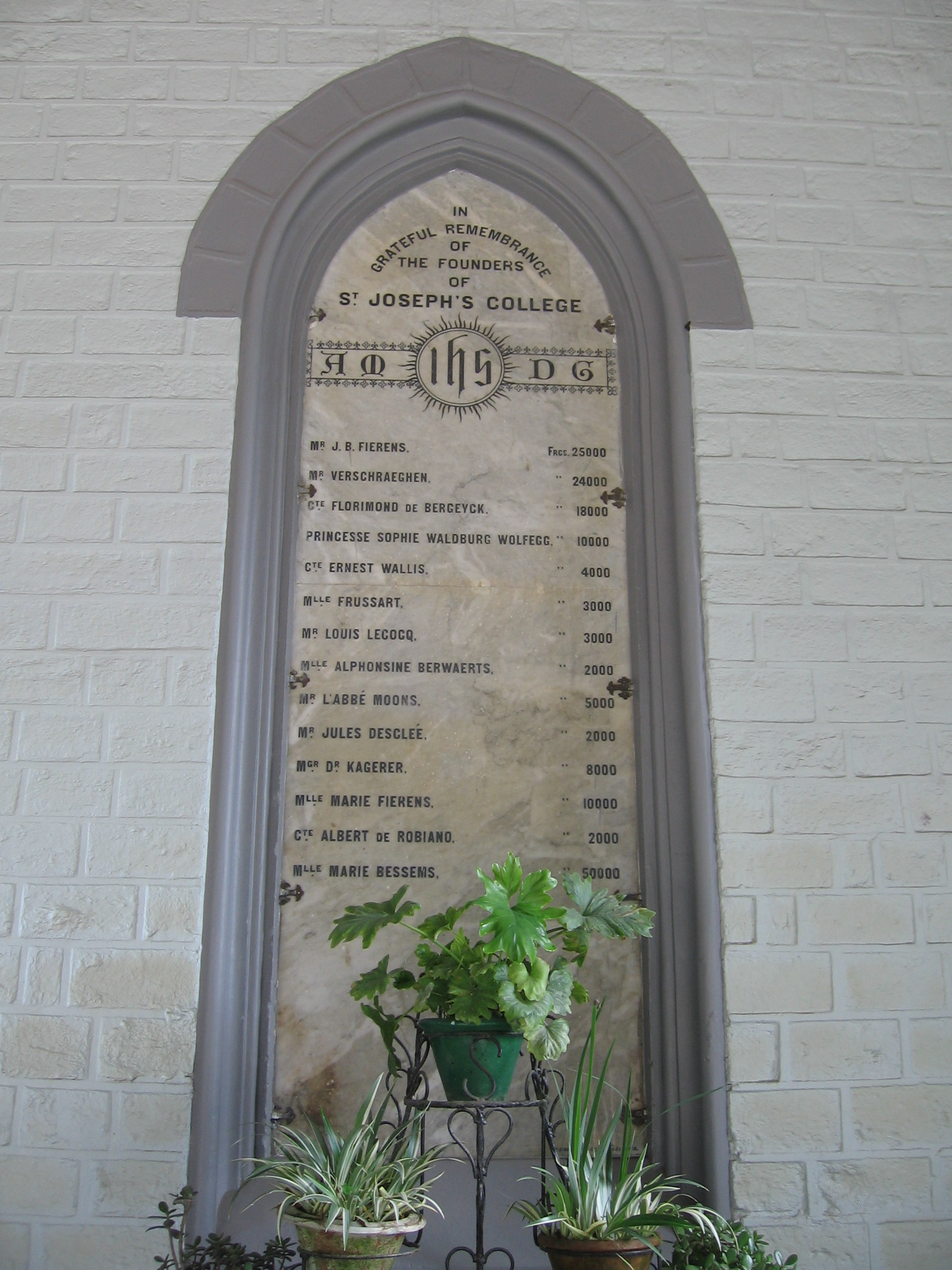
Mémorial de reconnaissance envers les bienfaiteurs du collège (et Sylvain Grosjean)

Le 13 février 1888, l’école ouvre ses portes, à Darjeeling, dans un bâtiment provisoire appelé Sunnybank. Elle compte 18 élèves internes et 7 externes. La même année le frère Eugène Rotsaert commence les travaux de nivellement du sol qui permettront de construire le bâtiment du nouveau collège sur un terrain accidenté acquis par le père Henri Depelchin au lieu-dit North Point à quelque 6 kilomètres du centre de la ville de Darjeeling, sur la route qui conduit à Lebong. L’endroit, bien situé, a en toile de fond la chaîne des montagnes de l’Himalaya dominée par le majestueux Kanchenjunga. Le travail des fondations commence le 10 mai 1889 et le 27 avril 1890 l’archevêque de Calcutta, Mgr Paul Goethals, pose et bénit la  première pierre du bâtiment. Malgré les difficultés financières, la construction va bon train. Le 18 février 1892, l’école déménage et les cours peuvent se donner dans le nouvel édifice, formant trois côtés d’un quadrilatère. Un des instituteurs de l’école primaire, Mr E.H. Fitzgerald, entre en fonction cette même année 1892 : il restera au service du collège jusqu'à sa mort en 1945. En 1899, le corps estudiantin est composé de 193 garçons. En 1905, l’intérêt actif que porte le gouverneur général du Bengale, Sir Andrew Fraser, permet la construction d’une salle de fête: le Fraser Hall. Vers la fin de 1908, le même bienfaiteur fait un don de 21 000 roupies. L'argent est utilisé pour l'édification d’une quatrième aile au bâtiment, fermant ainsi le quadrilatère et créant le « carré » central où se déroulent les assemblées matinales quotidiennes réunissant élèves et professeurs. Le nombre d'étudiants, tous internes, monte à 290. Au fil des années, les conditions de vie et d’études s’améliorent. Les dortoirs sont lambrissés, toilettes et salles de bain sont modernisées. Deux laboratoires de sciences – physique et chimie – sont installés. Un lourd tribut est payé à la Première Guerre mondiale : 29 anciens élèves y perdent la vie. En octobre 1925, les souverains belges, Albert Ier et la reine Élisabeth visitent le collège, lors de leur tour d'Orient à l'occasion de leurs noces d'argent. Un département universitaire devenu autonome est ouvert en 1927. Repris par les jésuites canadiens après la Seconde Guerre mondiale, il est dirigé par les jésuites indiens et compte 1 240 élèves en 2012, à proportion de 40% d'internes et 60% d'externes.

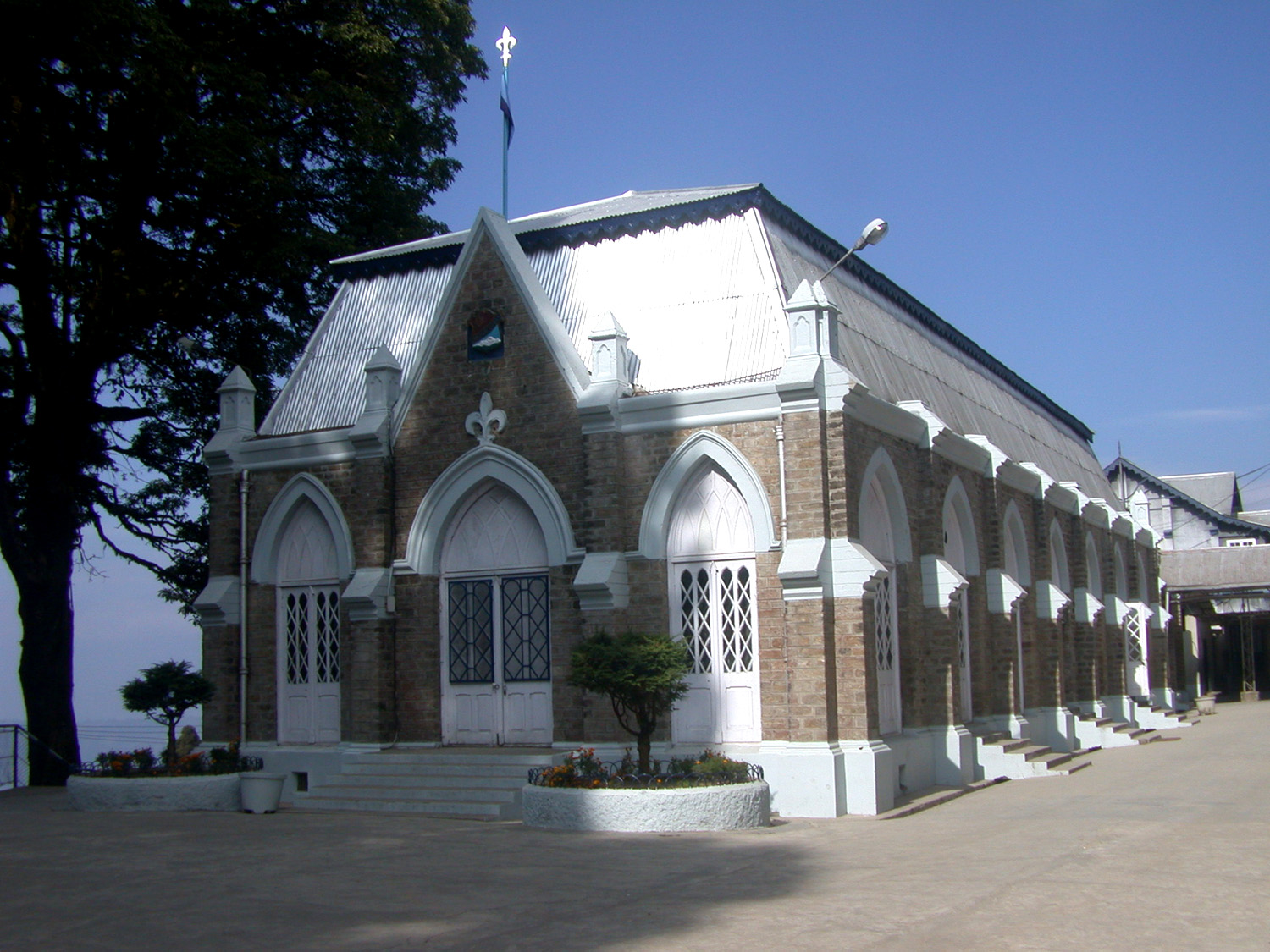
Fraser Hall, la salle de fêtes construite en 1905

### Département universitaire
En 1927, un département pré-universitaire est ouvert – les classes 11 et 12 du secondaire supérieur – qui se développera en facultés universitaires autonomes. Le tremblement de terre qui secoue Darjeeling et la région en 1934 endommage sérieusement l’aile ouest du bâtiment. Elle doit être entièrement reconstruite. De plus, le bâtiment de l’infirmerie s’est écroulé. La rentrée scolaire doit être postposée. Le recteur Joseph de Gheldere se met à la tâche : le Département universitaire prend son essor en 1947 et devient de plus en plus autonome. Le nombre d’étudiants augmente et s'élève à 93 étudiants en 1947 - presque tous externes - et de la région même. Des jeunes filles sont admises pour la première fois en 1948. Un nouveau et vaste bâtiment est érigé et inauguré le 16 juin 1949. La même année le département obtient son affiliation à l’université de Calcutta. Les filières B.A et BSc. sont reconnues et le département devient faculté universitaire. Le nombre d’étudiants monte à 179, la plupart Népalais. Ils seront 300 en 1956, lorsque les facultés déménagent vers leur nouveau campus, à cinq minutes du collège. Un nouveau bâtiment de trois étages, achevé en 1963 sur le nouveau site, achève le transfert des facultés vers son indépendance : le préfet devient principal. Si le nombre d’élèves reste relativement constant – aux environs de 200 – durant presque un demi-siècle, il augmente rapidement à partir de 1939. Il monte à 328 en 1939, 354 en 1940, et atteint 422 en 1947 dont les 93 universitaires - année qui voit l’Inde acquérir son indépendance. Les changements qui s’ensuivent au collège sont considérables : de Boarding school à l’anglaise, assez exclusive et fermée, le collège s’indianise diligemment et s’ouvre à la réalité sociale du pays. Des visites sont organisées aux projets sociaux de Kurseong et dans la région du Terai. Un Social Awareness club est ouvert en 1945 sous la direction du père Cyril Clump. Collectes et concerts sont organisés pour des causes sociales, particulièrement, en 1943, pour les victimes de la grave famine sévissant au Bengale. Au collège, des cours de langues vernaculaires sont introduits. Des élèves externes sont admis, donnant au collège un ancrage local plus assuré, tout en lui élargissant son caractère international. Les régions et pays himalayens sont davantage représentés: Tibet, Bhoutan, Népal, Chine, Birmanie et Thaïlande. Mais également le monde plus large. Le nombre d’élèves (au seul collège) est en constante augmentation: 368 en 1957, En 1954, vingt-huit nations sont représentées au collège, y compris des pays aussi éloignés que sont l’Italie, l’Autriche, les États-Unis, l’Arménie ou le Tanganyika (aujourd’hui Tanzanie). En 1952 un uniforme est imposé, qui est encore celui que portent les étudiants au XXIe siècle. Entre 1955 à 1960, de grandes représentations dramatiques sont mises en scène par le père Frank West. La mise en scène de Hamlet en 1964, à l’occasion du cinquième centenaire de la naissance de Shakespeare, est un succès.
La formation spécifiquement chrétienne, religieuse et spirituelle, n’est pas négligée. Il existe des équipes Notre-Dame depuis longtemps, mais en 1963 sont introduites des « God’s leaders squads », c’est-à-dire des équipes d’approfondissement religieux pour non-chrétiens, à l’image des équipes Notre-Dame. Elles ont immédiatement du succès parmi les élèves. Elles sont actives dans le domaine caritatif et social également. Une première grande réunion des anciens élèves a lieu au collège même en 1963, qui conduit à la fondation de l’association des anciens élèves, la NPAA [North Point Alumni Association]. L’engagement social des anciens de la région de Darjeeling conduit à l’achat d’une propriété et construction du nom de Hayden Hall en 1969, un centre social dynamique et très connu à Darjeeling. Depuis l’origine, le père Edgar Burns en est le directeur.Dans les années 1970, les élèves du collège sont de plus en plus engagés dans le travail social, durant les congés. Des projets de réhabilitation sociale sont mis en chantier par le NSS [National Service Scheme], - en coordination avec Hayden Hall - dont celui de Harsinghatta (une plantation de thé abandonnée depuis vingt ans) est particulièrement réussi: sans doute la plus importante activité extra-scolaire du collège. À partir de 1997 un prix, la Cardinal Picachy gold Medal, est accordé à un élève particulièrement actif dans le service social.

### Fin duXXesiècle
En 1977, les élèves sont au nombre de 639 : 301 externes et 338 internes. La boarding school est de plus en plus ouverte aux habitants des environs. Il se trouve même un préfet des externes. Du côté sport, la popularité du football augmente au détriment du hockey et même du cricket, sport sacro-saint des boarding schools. Un club de natation est inauguré en 1973. Un cours de trois semaines d’escalade et trekking, organisé par l’Himalayan Mountaineering Institute est suivi par presque tous les élèves des classes supérieures. Le mont Kang (5560 mètres) est leur sommet préféré. Un gymnase avec piscine de natation est inauguré en 1980 : il porte le nom de l’apôtre du Chotanagpur : Lievens Block. En 1981, le père Anthony Sharma est nommé recteur. Il est le premier recteur indien, aussi bien qu'ethniquement Népali. Il ne sera à ce poste que durant trois ans car, en 1984, il est nommé par le pape Jean-Paul II vicaire apostolique du Népal. Sous le rectorat de Leo Forestell, eut lieu la célébration du centenaire (1988) du collège qui débuta si modestement dans quelque pièces du bungalow Sunnybank, en 1888. En 2013, le collège célèbre son 125e anniversaire. Diverses célébrations sont prévues tout au long de l’année, culminant en octobre avec la visite attendue du président de l’Inde, Mr Pranab Mukherjee.

### Objectif et mission éducative
La vision spirituelle d’Ignace de Loyola, fondateur de la Compagnie de Jésus, et la tradition éducative jésuite donne au collège Saint-Joseph un caractère spécifique. Elle définit pour tous (personnel, étudiants, parents et anciens élèves) la nécessité de promouvoir l'épanouissement intégral de chaque personne par la recherche de l'excellence (le magis) dans tous les domaines. L’objectif est que chaque diplômé de Saint-Joseph devienne un agent de croissance et de changement social, dans le respect des cultures, des langues et des convictions religieuses, reconnaissant en chaque personne humaine l'unique image de Dieu, Créateur et Père. Il aimera et servira son prochain en toute occasion, en défendant la dignité de tous et en particulier des plus faibles et nécessiteux. Se mettant lui-même au service de la foi et de la promotion de la justice, il œuvrera pour une société juste où chaque personne sera pleinement reconnue dans tous ses droits.

### Le système des maisons
Depuis 1952, les élèves du collège sont divisés en quatre groupes, appelés les « maisons », portant des couleurs différentes. Chaque maison a son préfet. Aux maisons ont été donnés les noms de jésuites qui, ayant servi de nombreuses années au collège Saint-Joseph, y ont laissé une marque durable :
- La maison Depelchin (couleur rouge), du nom du fondateur et premier recteur du collège, le père Henri Depelchin (1822-1900).
- La maison Fallon (couleur bleue), du nom du père Joseph Fallon, ancien préfet et recteur (1913-1919). Revenu à North-Point à la fin de sa vie il y meurt en 1952.
- La maison Laenen (couleur jaune), du nom du père Denis Laenen, qui enseigna toute sa vie à Saint-Joseph, de 1901 à  sa mort en 1946.
- La maison O’Neil (couleur verte), du nom du père Edward O’Neil, professeur, préfet et recteur du collège Saint-Joseph. Il fut également recteur du collège Saint-Xavier de Calcutta.

### tradition sportive
Dès l’origine, les sports occupent une place importante dans la vie du collège. En 1893, les Northpointers gagnent brillamment un match de cricket contre les étudiants du collège rival Saint-Paul, première d’une longue série de victoires dans différents tournois inter-collèges. Le cricket, particulièrement, s’épanouit sous la direction de l’entraîneur F. Boswell. Un terrain de cricket est aménagé en contrebas des bâtiments du collège. Il est bordé d’un élégant pavillon, construit en 1902. Depuis 1970 l’Himalayan Mountaineering Institute de Darjeeling organise annuellement pour les étudiants des classes supérieures un cours d’escalade, avec équipée montagnarde d’une quinzaine de jours.Le collège est en possession de l’écusson d’Édimbourg (cricket) de la coupe Jack Coffey (football) et de l’écusson de Pliva (hockey). Ce sont les trois sports pratiqués le plus assidûment. Les autres disciplines sportives ne sont pas négligées. Basket-Ball, ping-pong, athlétisme, natation, tennis, gymnastique ont leurs adeptes.

## Liste des pères recteurs
- 1888-1891: Henri Depelchin
- 1891-1895: Alfred Neut
- 1895 : John M. Schaeffer
- 1895-1896: Constant De Clippeleir (recteur f.f.)
- 1896-1902: Hippolyte Waelkens
- 1902-1907: Julien Meunier
- 1907-1913: Francis-Xavier Crohan
- 1913-1919: Joseph Fallon
- 1919-1925: Joseph de Gheldere
- 1925-1928: Nicolas Krier
- 1929-1934: Joseph de Gheldere
- 1935-1940: Alphonse Schockaert
- 1940-1946: Charles Vrithoff
- 1946-1949: Henri Barré
- 1949-1950: Maurice Tant (vice-Recteur)
- 1950-1955: Maurice Stanford
- 1955-1959: Émile Gales
- 1959-1965: Maurice Stanford
- 1965-1966: James McCabe (recteur f.f.)
- 1966-1972: Gerald Leclaire
- 1972-1973: Victor Tucker (recteur f.f.)
- 1973-1981: Gerard Van Walleghem
- 1981-1984: Anthony Sharma
- 1984-1991: Leo Forestell
- 1991-1996: Peter Pappu
- 1996-2006:
- 2006-2012: Kinley Tshering
- 2012-2018: Santy Mathew P.
- 2018-2020: Lawrence Maniyar
- 2020-

## Personnalités
Parmi ses anciens élèves le collège Saint-Joseph compte :
- Jigme Singye Wangchuck, roi du Bhoutan de 1972 à 2006.
- Birendra Bir Bikram Shah Dev, roi du Népal de 1972 à 2001.
- Gyanendra Bir Bikram Shah Dev, roi du Népal de 2001 à 2006.
- Yeshey Zimba, Premier ministre du Bhoutan.
- Lawrence T. Picachy, archevêque de Calcutta et cardinal.
- Michael Ferreira, champion mondial de billard.
- Paljor "Benji" Dorji, ancien Chief Justice du Bhoutan.
- Dawa Tshering, ancien ministre des affaires étrangères du Bhoutan.
- K. Dhondup (1952-1995), écrivain, historien et politicien tibétain.
- Tendzin Choegyal (1946-), frère cadet du 14e dalaï-lama, reconnu comme le 16e Ngari Rinpoché.
- Jamyang Norbu (1949-), ethnomusicologue, écrivain et militant tibétain.
- Dundul Namgyal Tsarong (1920-2011), photographe, cinéaste, écrivain et politicien tibétain.
- Rinchen Dhondup Sadhutsang (1928-2015), homme politique tibétain, ministre du gouvernement tibétain en exil.
- Tsoltim Ngima Shakabpa (1943-), banquier, écrivain et poète tibétain.
- Tsetan Dorji Sadutshang (1952-), médecin tibétain, directeur de l'Hôpital Delek.
- Migyur Dorjee (1953-), homme politique tibétain.
- Karma Topden (1941-2018), homme politique bhotia-lepcha du Sikkim.
- Jamyang Choegyal Kasho (1938-2020), écrivain tibétain.